# Begonia multistaminea
Espèce
Begonia multistaminea est une espèce de plantes de la famille des Begoniaceae.
L'espèce fait partie de la section Gireoudia.
Elle a été décrite en 1983 par Kathleen Burt-Utley (1944-).

## Répartition géographique
Cette espèce est originaire du pays suivant : Mexique.